# حافظ معياد
حافظ معياد (و. 1965  م) هو سياسي يمني، ولد في صنعاء.

## مناصب
تولى منصب محافظ البنك المركزي (20 مارس 2019–19 سبتمبر 2019)
.
| المناصب السياسية     | المناصب السياسية                                  | المناصب السياسية      |
| -------------------- | ------------------------------------------------- | --------------------- |
| سبقه محمد منصور زمام | محافظ البنك المركزي 20 مارس 2019 - 19 سبتمبر 2019 | تبعه أحمد عبيد الفضلي |